# 유경 (청하효왕)
청하효왕 유경(淸河孝王 劉慶, 78년 ~ 107년)은 후한의 제후왕으로, 장제의 서자이며, 안제의 부친이다.

## 생애
귀인 송씨 소생이며 원래 장제의 태자였으나, 송귀인이 피살된 뒤에 청하왕(淸河王)이 되었다. 107년에 죽었다. 사후 시호는 효왕(孝王)이었다가, 아들 유호(劉祜)가 제6대 안제로 즉위하면서 효덕황(孝德皇)으로 추존되었다.

## 가족
- 아버지 : 제3대 장제
- 생모 : 귀인 송씨(貴人宋氏)
- 부인 : 좌씨(左氏), 효덕황후(孝德皇后)로 추서됨.
  - 아들 : 제6대 안제 유호(劉祜)
  - 아들 : 청하민왕(淸河愍王) 유호위(劉虎威)

|  | 제1대 후한의 청하왕 82년 ~ 107년 | 후임 아들 청하민왕 유호위 |